# Libertas (divinità)
Libertas era una divinità dell'antica Roma, che personificava la Libertà.

## Descrizione
Il culto di Libertas era caro ai romani ed è presente spesso sulle loro monete. Una delle prime raffigurazioni è sul rovescio di un denario di Marco Porcio Laeca, in cui è rappresentata su una biga, incoronata dalla Vittoria. A Roma furono edificati due templi dedicati alla dea: uno sull'Aventino e uno sul Palatino. Il primo fu fatto costruire nel 238 a.C. da Tiberio Gracco, il secondo fu fatto costruire tra il 58 e 57 a.C. da Publio Clodio Pulcro, dove prima si trovava la casa di Marco Tullio Cicerone, così da assicurarsi che il luogo non potesse essere più abitabile.
Nel tempio sull'Aventino la Dea era rappresentata come una matrona romana, vestita di bianco. In una mano teneva uno scettro e nell'altra un berretto, mentre ai suoi piedi era disteso un gatto. La statua di Libertas era accompagnata dalle due statue di Abeona e Adeona, che questo caso assumevano il senso dell'andare e del venire, a significare che la Libertas poteva andare dove più desiderava.